# Кълчър Шок
Култур Шок (на английски: Kultur Shock) е пънк/метъл група изпълняваща алтернативна балканска музика от Сиатъл, Вашингтон, САЩ.
Сред вокалите на групата е българинът Валери Кьосовски, който живее от 16 г. в САЩ. Той е брат на Огнян Кьосовски, барабаниста на „Контрол“.

## Състав
- Джино Сърджан Йевджевич (Босна и Херцеговина) – вокали, тромпет, тарамбука
- Валери (Вал) Кьосовски (България) – китара, вокали
- Парис Хърли (Аризона, САЩ) – цигулка, вокали
- Ейми Денайо (Мичиган, САЩ) – кларинет, саксофон, вокали
- Крис Стромкуист (САЩ) – барабани
- Гай Дейвис (Джакарта, Индонезия) – бас

## Албуми
- IX (2014 г.)
- Tales of Grandpa Guru (Разказите на дядо Гуру) (2012 г.)
- Ministry of Kultur (Министерство на културата) (2011 г.)
- Integration (Интеграция) (2009 г.)
- Live In Europe (На живо в Европа (концерт на живо от София 2006 г.)) (2007 г.)
- We Came to Take Your Jobs Away (Дойдохме, за да ви отмъкнем занаята) (2006 г.)
- Kultura-Diktatura (Култура-Диктатура)(2004 г.)
- FUCC The INS (2001 г.)
- Live In Amerika (На живо в Америка) (1999 г.)